# Marcha (Wochenzeitung)
Marcha war eine Wochenzeitung für Politik und Kultur aus Uruguay, die von den 1950er-Jahren an bis zu ihrer vom Militär verfügten Schließung 1974 eine große Bedeutung in ganz Lateinamerika hatte.
Die erste Ausgabe von Marcha erschien am 23. Juni 1939 in Montevideo. Gründer, Herausgeber und Chefredakteur bis zum Schluss war Carlos Quijano (1900–1984). Er war damals Vorstand der linksgerichteten Agrupación Nacionalista Demócrata Social, einer nationalistisch-sozialdemokratische Gruppierung innerhalb der Partido Nacional.  Das Motto der Zeitung lautete "Navigare necesse vivere non necesse" ("Seefahrt tut not, zu leben nicht", oder moderner "Zu Reisen ist notwendig, zu Leben nicht"). Die politische Ausrichtung war undogmatisch links mit besonderer Betonung der Wichtigkeit wirtschaftlicher und politischer Unabhängigkeit von den Vereinigten Staaten. 
Bedeutende Intellektuelle aus Uruguay, etwa Juan Carlos Onetti, Mario Benedetti, Eduardo Galeano, Arturo Ardao, Homero Alsina Thevenet, Hugo Alfaro, Carlos Martínez Moreno, Manuel Flores Mora, Carlos Real de Azúa, Ángel Rama, Alfredo Zitarrosa, María Esther Gilio und Guillermo Chifflet gehörten zu den Redakteuren und Journalisten; Beiträge kamen auch aus anderen lateinamerikanischen Ländern. Die Auflage ging insbesondere in den 1960er und 1970er Jahren oft in die Zehntausende.
Aufgrund ihrer Ausrichtung und ihrer Unerschrockenheit war die Zeitschrift den seit 1973 an der Regierung beteiligten Militärs ein Dorn im Auge. Als beim Marcha-Literaturwettbewerb 1974 eine regimekritische Erzählung von Nelson Marra ("El guardaespaldas") den ersten Preis erhielt, nahmen sie alle Mitglieder der Jury fest. Nach ihrer Freilassung gelang Quijano und Hugo Alfaro noch die Herausgabe einiger Nummern, aber Ende des Jahres wurde Marcha endgültig vom Militär verboten. Quijano emigrierte nach Mexiko. 
Weitere Editions-Projekte waren die ab 1967 monatlich erscheinenden Cuadernos de Marcha, die sich jeweils einem Thema widmeten, und die Biblioteca de Marcha (1969 bis 1974), in der hauptsächlich Anthologien erschienen. 
1983 gründeten überlebende Mitarbeiter von Marcha zusammen mit jüngeren Journalisten die Zeitschrift Brecha. Dieses Nachfolgeblatt sollte eigentlich auch Marcha heißen, was jedoch von Carlos Quijanos Familie verhindert wurde.
Das 60-jährige Jubiläum der ersten Ausgabe von Marcha wurde 1999 mit einer Briefmarke zu 7 Peso gewürdigt.